# پای شیر کندوانی
پای شیر کندوانی (نام علمی: Alchemilla compactilis) یک گونه از سرده پای شیر از خانواده یا تیرهٔ گلسرخیان است.